# Імень
Імень, Імені (рум. Imeni) — село у повіті Ковасна в Румунії. Входить до складу комуни Каталіна.
Село розташоване на відстані 167 км на північ від Бухареста, 31 км на схід від Сфинту-Георге, 53 км на північний схід від Брашова.

## Населення
За даними перепису населення 2002 року у селі проживали 306 осіб. Рідною мовою 302 особи (98,7%) назвали угорську.
Національний склад населення села:
| Національність | Кількість осіб | Відсоток |
| -------------- | -------------- | -------- |
| угорці         | 301            | 98,4%    |
| румуни         | 5              | 1,6%     |